# Music Store

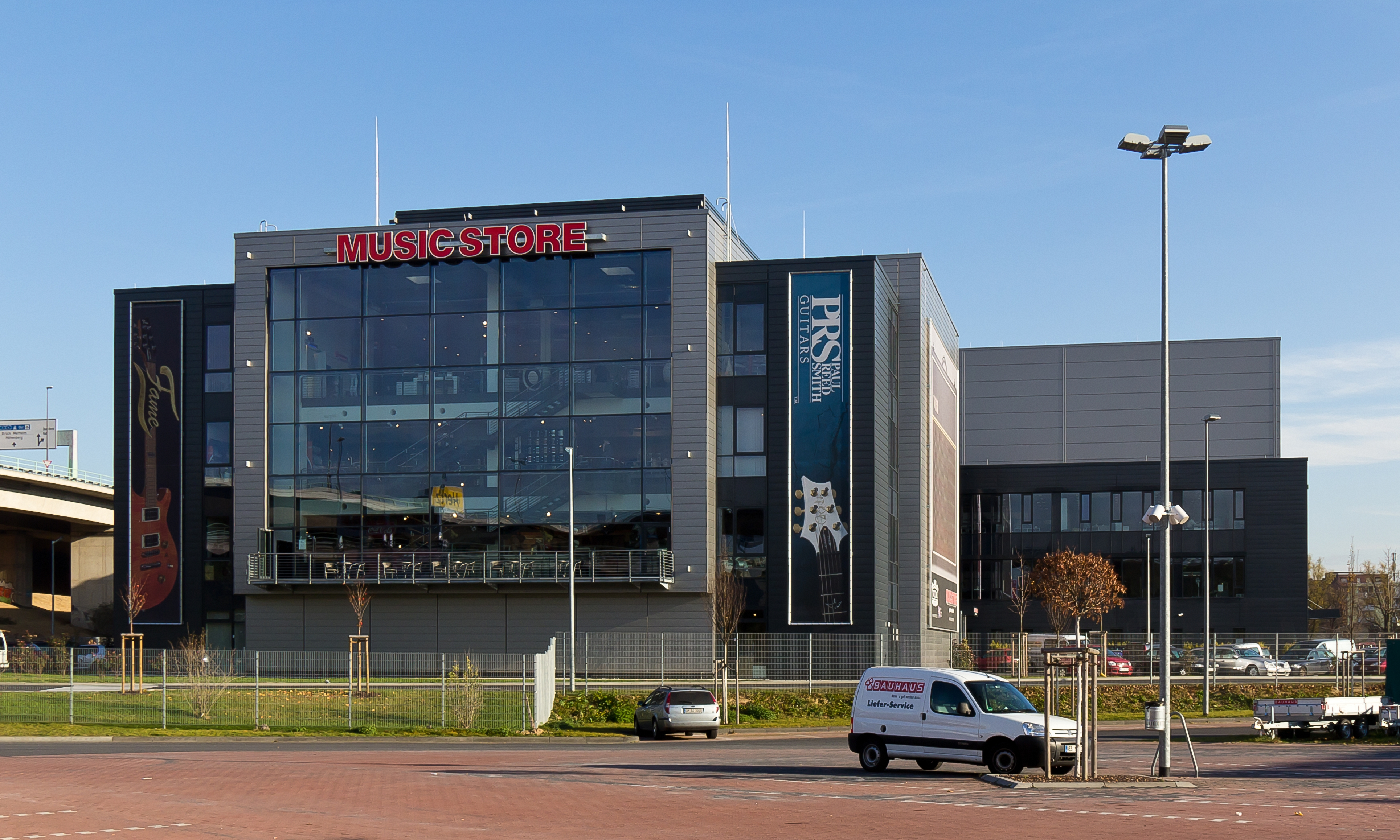
Firmenzentrale in Köln-Kalk am Kalkberg.

Music Store ist ein Fachgeschäft für Musikinstrumente, Bühnen-, Tonstudio und DJ-Equipment. Der Firmensitz befindet sich in Köln-Kalk.

## Geschichte

### 1970er
1972 wurde Arthur Sauer Geschäftsführer bei Farfisa. Der Music Store Köln wurde gegründet, parallel wurden Ladenlokale in Bensberg, Gummersbach, Neumünster, Heide und Husum eröffnet. Bis auf die Filiale in Gummersbach wurden bald alle Filialen wieder geschlossen. 
1973 sorgte eine von Music Store geschaltete Anzeigenwerbung für Widerstand von Frauenvereinigungen. Das Motiv zeigte einen nackten Frauenrücken vor einer Farfisa Orgel mit der Werbebotschaft „Eine Farfisa-Orgel ist wie eine schöne Frau: geschmackvoll und sensibel“.
Der Umsatz des Unternehmens erreichte knapp 40 Mio. DM.

### 1980er
Music Store zog von der Bonner Straße in das Kölner Stadtzentrum. 1983 wurde Farfisa verkauft, das in Michael Sauer gehörende Gebäude in Overath wurde von Farfisa verlassen. Sauer übernahm die Geschäftsleitung des Music Store. 
Ab Ende der 1980er Jahre wurden weitere Geschäftslokale und ein Parkhaus am Standort in der Großen Budengasse von Music Store übernommen, um die Ladenfläche zu vergrößern. 1992 wurde die Music Store Rock School gegründet, an der bis heute Bandcoaching und die Ausbildung an Band-Instrumenten stattfindet.

### 1990er
Die Einrichtung eines Zentrallagers am Kölner Rheinauhafen ermöglichte einen schnelleren Versand. 1997 wurde der Music Store 25 Jahre alt. Mit 4.000 m² Grundfläche zählt er zu den drei größten Musik-Geschäften Deutschlands. 

### 2000er
Im Jahr 2001 wurden die Gebäude im Kölner Rheinauhafen abgerissen; das Lager musste binnen kurzer Zeit umziehen. Das ehemalige Farfisa-Gebäude im Overather Ortsteil Brombach fungierte ersatzweise als Lager. 2003 erfolgte ein weiterer Umzug des Lagers: der Hauptteil der Ware wird nun am Großmarkt Köln gelagert und von dort versendet. 

### 2010er
Der Orgelhersteller Wersi ging in Insolvenz und Music Store erwarb die Marken- und Schutzrechte von der Firma Wersi; während die Entwicklung, Produktion und Service von Wersi in Hohentengen durchgeführt wird, werden Keyboards von dem chinesischen Lieferanten Medeli produziert.
Im Mai 2011 wurde die neue Firmenzentrale an der Istanbulstraße eröffnet. Mit einer Gesamtfläche von 40.000 m² und einer Geschossfläche von 25.000 m² ist Raum für künftige Entwicklungen vorhanden.

### 2020er
Im August 2021 verhängte das Bundeskartellamt gegen Music Store und andere Unternehmen (Yamaha, Roland und Fender sowie Thomann) wegen Preisabsprachen bei Musikinstrumenten Bußgelder von insgesamt 21 Mio. Euro.

## Eigenmarken

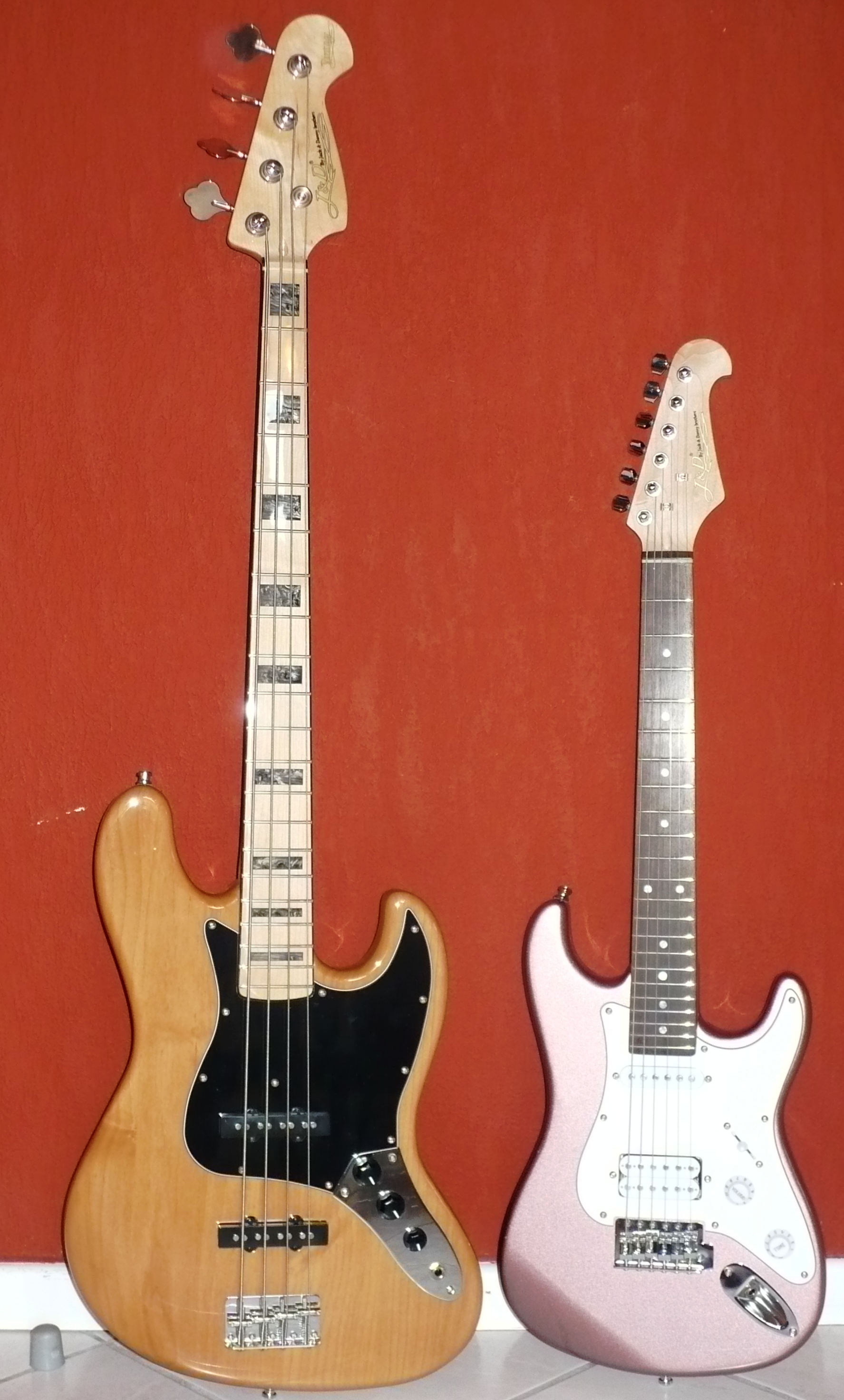
E-Bass und E-Gitarre als Beispiele für Jack&Danny Instrumente

Der Music Store entwickelt und fertigt auch eigene Produkte. Hierzu zählen:
- Fame (E-Gitarren, E-Bässe, Amps, Effektgeräte, Audio-Equipment, Schlagzeug und Percussion)
- Jack&Danny (E-Gitarren, E-Bässe)
- Almeria (Akustik-Gitarren)
- Wersi (Tasteninstrumente)
- Medeli (Tasteninstrumente)
- Crash (Schlagzeug)
- MS acoustics (Akustikmodule und Studioplanung)
- Lightmaxx (Lichttechnik-Produkte)
- Purelight (Lichttechnik-Produkte)